# Distretto di Budgam
Il distretto di Budgam è un distretto del Jammu e Kashmir, in India, di 593 768 abitanti. È situato nella divisione del Kashmir e il suo capoluogo è Budgam.